# Eggelsberg
Eggelsberg ist eine Marktgemeinde in Oberösterreich im Bezirk Braunau am Inn im Innviertel mit 2941 Einwohnern (Stand 1. Jänner 2024). Der zuständige Gerichtsbezirk ist der Gerichtsbezirk Mattighofen, bis 2004 gehörte die Gemeinde zum Gerichtsbezirk Wildshut.

## Geografie
Eggelsberg liegt auf 531 m Höhe im Innviertel. Die Ausdehnung beträgt von Nord nach Süd 7 km, von West nach Ost 6,9 km. Die Gesamtfläche beträgt 24,2 km². 20,7 % der Fläche sind bewaldet, 69,0 % der Fläche sind landwirtschaftlich genutzt. Das Ibmer Moor mit seinem Moorlehrpfad ist das größte Moorgebiet Österreichs. Der im Südwesten gelegene Heratinger See (Ibmer See) ist neben dem Moorlehrpfad der Hauptanziehungspunkt für den Tourismus.

### Gemeindegliederung
Das Gemeindegebiet umfasst folgende 28 Ortschaften (in Klammern Einwohnerzahl Stand 1. Jänner 2024):
- Arnstetten (39)
- Autmannsdorf (72)
- Beckenberg (31)
- Bergstetten (84)
- Eggelsberg (1117)
- Großschäding (33)
- Gundertshausen (264)
- Haselreith (37)
- Hehenberg (16)
- Heimhausen (94)
- Hitzging (13)
- Hötzenau (2)
- Ibm (516)
- Kleinschäding (51)
- Meindlsberg (6)
- Miesling (9)
- Oberhaslach (11)
- Oberhaunsberg (24)
- Pippmannsberg (55)
- Revier Eggelsberg (75)
- Revier Gundertshausen (127)
- Revier Heimhausen (57)
- Trametshausen (70)
- Untergrub (6)
- Unterhaunsberg (42)
- Wannersdorf (63)
- Weilbuch (14)
- Weinberg (13)

Die Gemeinde besteht aus den Katastralgemeinden Eggelsberg, Gundertshausen, Heimhausen, Haselreith und Ibm.

### Nachbargemeinden
Die Nachbargemeinden von Eggelsberg sind:
| Gilgenberg am Weilhart | Handenberg                                  | St. Georgen am Fillmannsbach |
| Geretsberg             | Kompassrose, die auf Nachbargemeinden zeigt | Feldkirchen bei Mattighofen  |
| Franking               | Moosdorf                                    |                              |

## Geschichte
Die erste urkundliche Erwähnung erfolgte 1143 als Ekkoltspering (Eggelsberg). In der Zeit von 1420 bis 1436 wurde die heutige Pfarrkirche gebaut.
Seit Gründung des Herzogtums Bayern war Eggelsberg bis 1779 bayrisch und kam nach dem Frieden von Teschen mit dem Innviertel (damals Innbaiern) zu Österreich. Während der Napoleonischen Kriege wieder kurz bayrisch, gehört der Ort seit 1814 endgültig zu Oberösterreich. Nach dem Anschluss Österreichs an das Deutsche Reich am 13. März 1938 gehörte der Ort zum „Gau Oberdonau“. Nach 1945 erfolgte die Wiederherstellung Oberösterreichs.
Am 6. April 1988 stürzte ein Düsenflugzeug des Bundesheeres vom Typ Saab 105Ö
(Lfz GJ-20-S.Nr.:105420) in Eggelsberg ab. Der Pilot Oberstleutnant Otto Laimgruber (45) kam dabei ums Leben.

### Einwohnerentwicklung
1991 hatte die Gemeinde laut Volkszählung 1.906 Einwohner, 2001 dann 2.112 Einwohner. Ursache für dieses starke Wachstum sind eine positive Wanderungsbilanz und eine sehr positive Geburtenbilanz. Beide Bilanzen blieben weiter positiv, sodass die Bevölkerungszahl auf 2.276 im Jahr 2011 zunahm, um im Jahr 2021 mit 2.544 einen neuen Höchstwert zu erreichen.

## Kultur und Sehenswürdigkeiten
- Pfarrkirche Eggelsberg: 1420–1436 erbaut, gotisch, zweischiffig, Innenraum barockisiert, Turm aus 1754, ehemalige Wallfahrtskirche
- Brauerei Schnaitl: mit Braugasthof und Brauereiführungen
- Moorwanderweg am Ibmer Moor
- Schloss Ibm

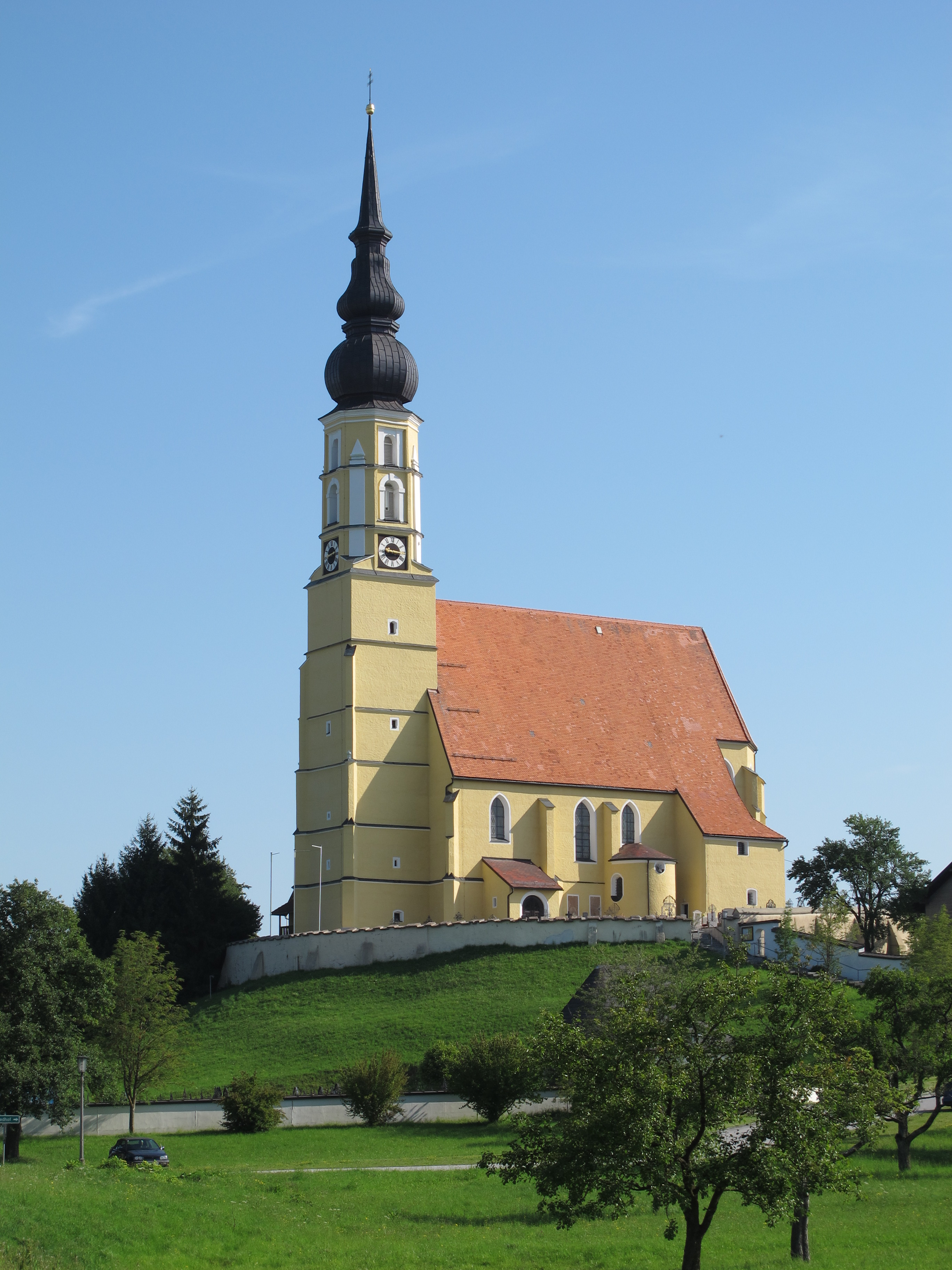
Pfarrkirche Eggelsberg
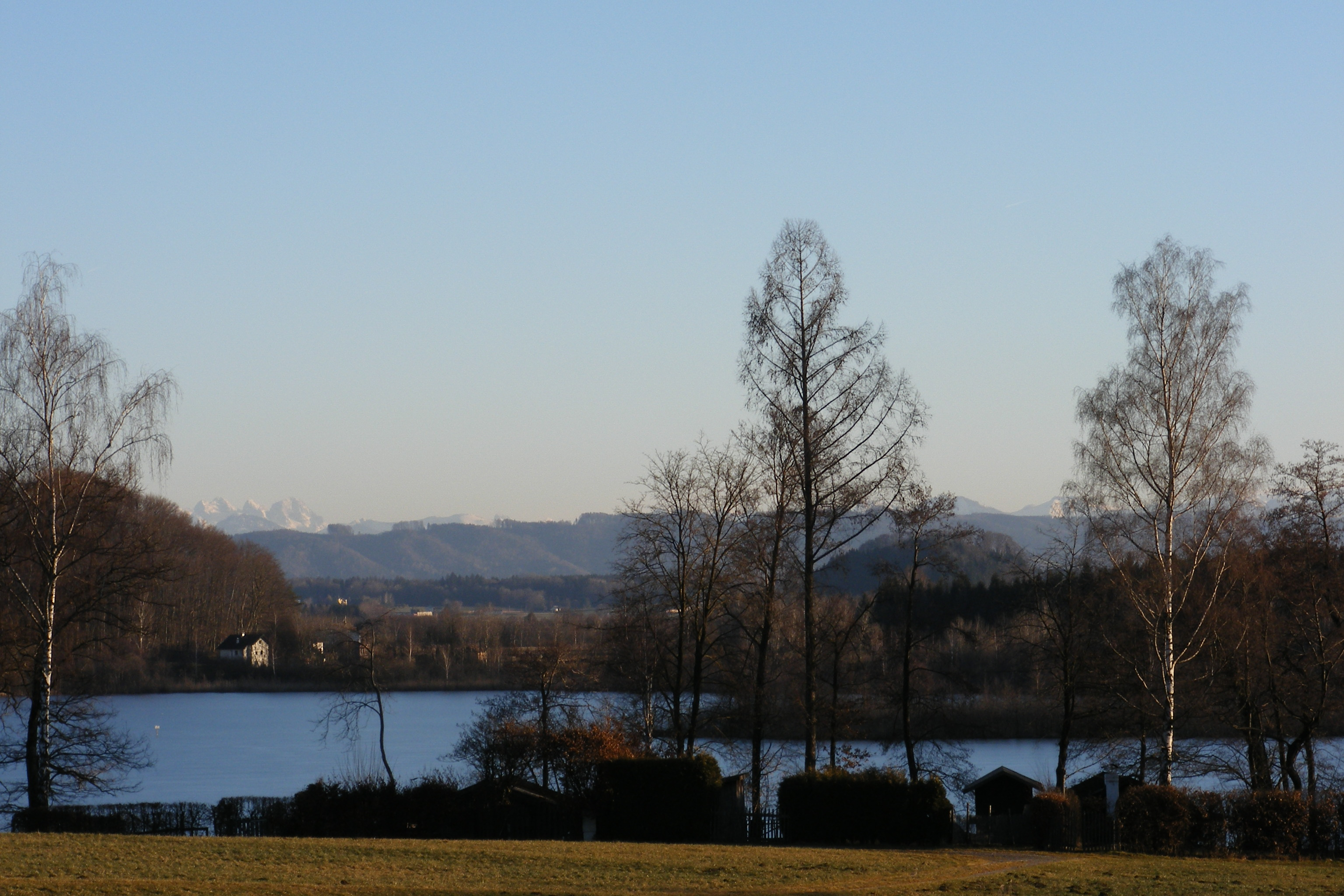
Heratinger See
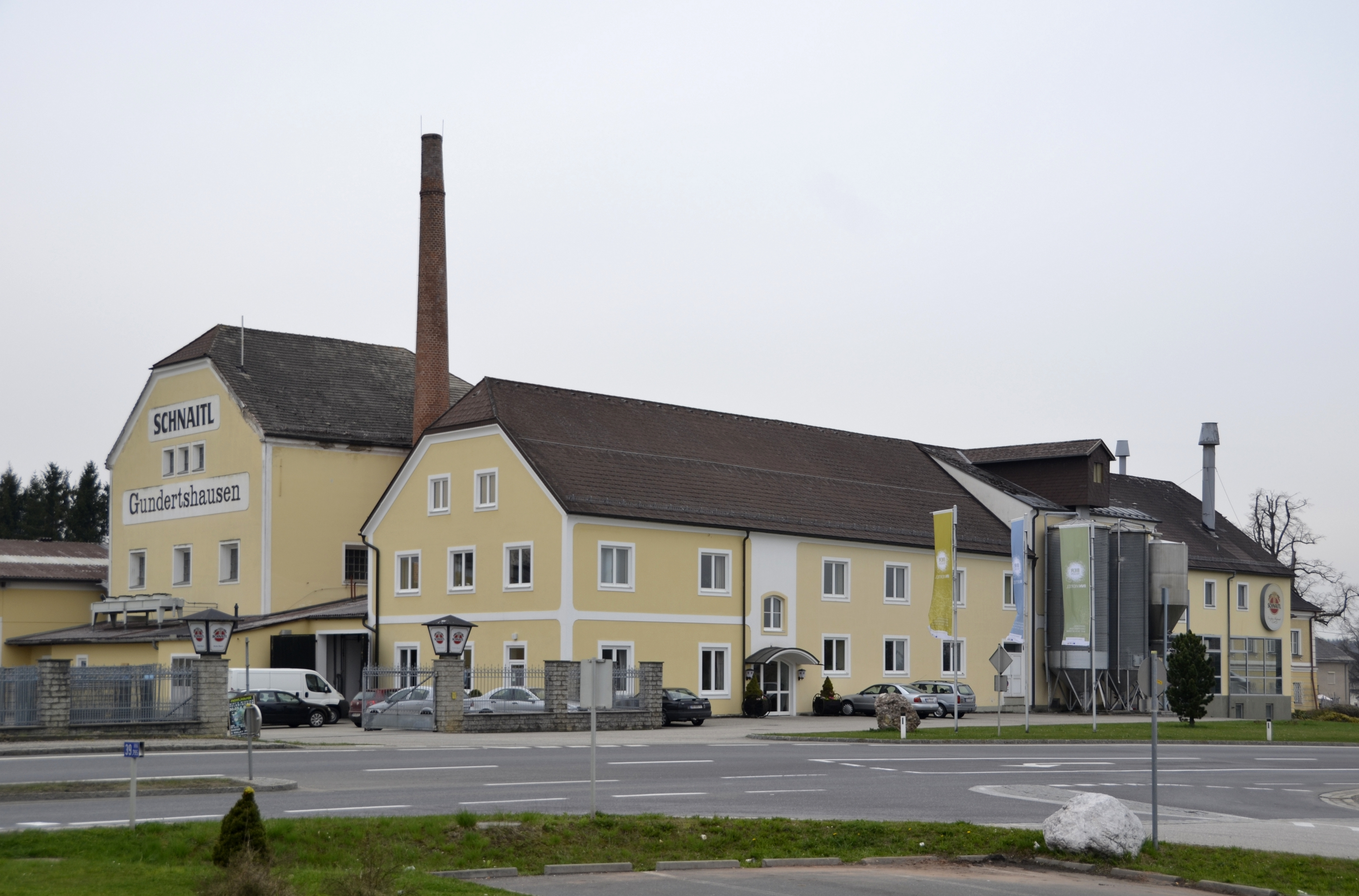
Brauerei Schnaitl
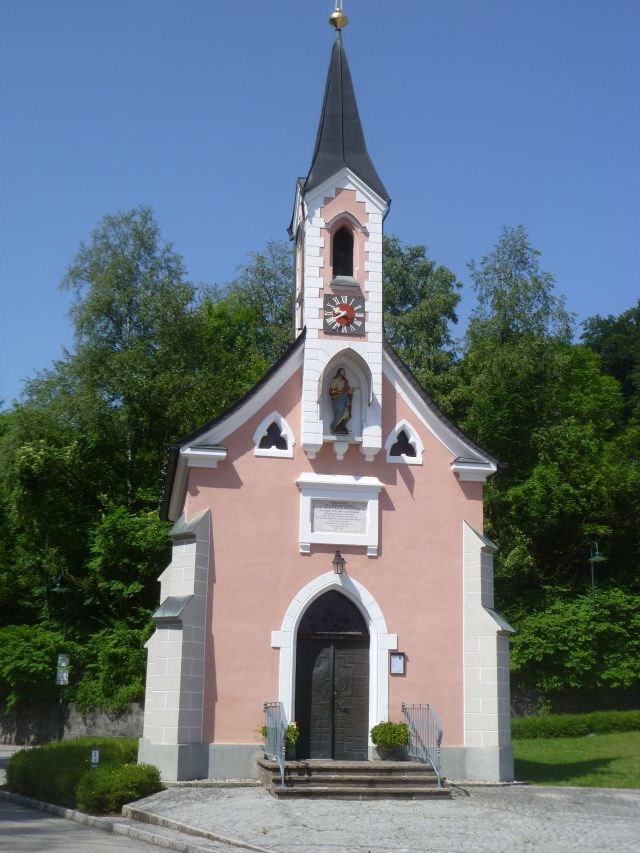
Kapelle in Ibm

## Wirtschaft und Infrastruktur

### Tourismus
Seit 2011 bildet Eggelsberg gemeinsam mit einer Reihe anderer Gemeinden des Oberen Innviertels einen Verband und gehört zur Tourismusregion Seelentium. Der Schwerpunkt liegt auf Tages- und Wochenendgästen, als Hauptattraktionen gelten das Ibmer Moor, der Heratinger See sowie Gundertshausen mit der Privatbrauerei Schnaitl und diversen Ausstellungen im Haus Rauhberg bzw. bei Zenz Holzbau.
Touristische Angebote:
- Geführte Moorwanderungen (Orchideenwanderung, mit der Moorwächterin ins Ibmer Moor, Kinderführungen etc.)
- Barfußwanderungen rund um den Ibmer-Heratingersee
- Geführte Radwanderungen (mehrere Radrouten queren das Gemeindegebiet)
- Führungen durch die Brauerei Schnaitl

### Ansässige Unternehmen
- Bernecker & Rainer, Steuerungssysteme, Automationstechnik
- Brauerei Schnaitl

## Politik
Der Gemeinderat hat 25 Mitglieder.
- Mit den Gemeinderats- und Bürgermeisterwahlen in Oberösterreich 1997 hatte der Gemeinderat folgende Verteilung: 13 ÖVP, 7 SPÖ und 5 FPÖ.
- Mit den Gemeinderats- und Bürgermeisterwahlen in Oberösterreich 2003 hatte der Gemeinderat folgende Verteilung: 12 ÖVP, 8 SPÖ, 3 GRÜNE und 2 FPÖ.
- Mit den Gemeinderats- und Bürgermeisterwahlen in Oberösterreich 2009 hatte der Gemeinderat folgende Verteilung: 15 ÖVP, 6 SPÖ und 4 FPÖ.
- Mit den Gemeinderats- und Bürgermeisterwahlen in Oberösterreich 2015 hatte der Gemeinderat folgende Verteilung: 13 ÖVP, 9 FPÖ und 3 SPÖ.
- Mit den Gemeinderats- und Bürgermeisterwahlen in Oberösterreich 2021 hat der Gemeinderat folgende Verteilung: 12 ÖVP, 10 FPÖ und 3 SPÖ.[4][5]

| Partei | 2015    | 2015    | 2009  | 2009    | 2003  | 2003    | 1997  | 1997    |
| Partei | Prozent | Mandate | %     | Mandate | %     | Mandate | %     | Mandate |
| ------ | ------- | ------- | ----- | ------- | ----- | ------- | ----- | ------- |
| ÖVP    | 48,38   | 13      | 57,21 | 15      | 46,29 | 12      | 49,13 | 13      |
| SPÖ    | 14,69   | 3       | 24,72 | 6       | 32,68 | 8       | 28,65 | 7       |
| FPÖ    | 36,94   | 9       | 18,07 | 4       | 10,14 | 2       | 22,21 | 5       |
| GRÜNE  |         |         |       |         | 10,89 | 3       |       |         |

### Bürgermeister
Bürgermeister seit 1850 waren:
- 1850–1855 Leopold Hitzinger
- 1855–1861 Mathias Wirzinger
- 1861–1864 Michael Söllhammer
- 1864–1867 Josef Grömer
- 1867–1870 Anton Paischer
- 1870–1874 Simon Spitzwieser
- 1874–1876 Georg Winter
- 1876–1879 Karl Schmitzberger
- 1879–1881 Ignaz Kohlbacher
- 1881–1882 Simon Spitzwieser
- 1882–1882 Franz Kohlbacher
- 1882–1885 Franz Renzl
- 1885–1897 Sebastian Lehenbauer
- 1897–1903 Jakob Pfaffinger
- 1903–1909 Anton Stöger
- 1909–1912 Franz Weiss
- 1912–1919 Franz Hangöbl
- 1919–1924 Franz Weiss
- 1924–1938 Felix Bauer
- 1938–1945 Johann Dickenberger
- 1945–1947 Josef Dettenholzer
- 1947–1947 Franz Auer
- 1947–1961 Franz Baischer
- 1961–1967 Franz Auer
- 1967–1995 Josef Baischer
- 1995–2021 Christian Kager (ÖVP)
- seit 2021 Josef Maislinger (FPÖ)[11]

### Wappen
Blasonierung des Marktgemeindewappens: In Blau zwei goldene, schräggekreuzte Zepter. Die Marktgemeindefarben sind Blau und Gelb.

## Persönlichkeiten
- Oliver Pum (* 1993), Komponist und Musikproduzent
- Moritz Moser (* 1992), Fußballspieler
- Doris Fürk-Hochradl (* 1981), Schriftstellerin und Religionspädagogin